# 이시카와정 (아오모리현)
이시카와정(石川町)은 아오모리현 미나미쓰가루군에 놓여졌던 촌이다.

## 연혁
- 1889년4월 1일 - 정촌제 시행에 의해 미나미쓰가루군 이시카와촌, 뉴이촌, 야와타다테촌, 사바이시촌, 코가네자키촌, 야쿠시도촌, 오사와촌, 모리야마촌과 합병해, 이시카와촌이 성립하였다.
- 1923년 4월 1일 - 정제 시행해 이시카와정이 되었다.
- 1957년 9월 1일 - 히로사키시에 편입되어 소멸하였다.
- 1964년 4월 1일 - 이시카와 정 주소지인 모리야마, 오오지 고가네자키의 일부, 오오지하치만관의 일부 및 오오지 사바니의 일부가 미나미쓰가루군 오와니정에 편입하였다.